# Obermorschwiller
Obermorschwiller (deutsch Obermorschweiler) ist eine Gemeinde mit 408 Einwohnern (Stand 1. Januar 2022) im Département Haut-Rhin in der Region Grand Est (bis 2015 Elsass) in Frankreich.

## Geschichte
Ersterwähnung 1273 als „Morswilre“. Bis 1324 zur Grafschaft Pfirt gehörend, dann habsburgisch bis zum Westfälischen Frieden 1648, Übergang an Frankreich.
Von 1871 bis zum Ende des Ersten Weltkrieges gehörte Obermorschwiller als Teil des Reichslandes Elsaß-Lothringen zum Deutschen Reich und war dem Kreis Altkirch im Bezirk Oberelsaß zugeordnet.

## Bevölkerungsentwicklung
| Jahr      | 1910 | 1962 | 1968 | 1975 | 1982 | 1990 | 1999 | 2007 | 2017 |
| Einwohner | 352  | 233  | 251  | 251  | 277  | 368  | 424  | 439  | 407  |

## Sehenswürdigkeiten
Die Pfarrkirche St. Sebastian mit romanischem Chorturm. Beim Umbau 1778 wurde der alte Chorraum (mit spätmittelalterlichen Wandmalereien) zur Sakristei, das alte Schiff zum Chor und das neue Schiff als Erweiterung nach Westen angefügt. Gemälde von S. Gutzwiller: Die Heiligen Sebastian und Martin. Beachtenswert sind die spätbarocken Beichtstühle und ein spätgotischer Sakramentsschrein von 1466. Die Kirche ist als Monument historique ausgewiesen.

### Bemerkenswerter Bestand an verschiedenartigen Bauernhäusern
- Typisches Sundgauhaus: Ecke Rue Principale/Rue de l’Église: Fachwerkhaus als Stockwerkbau mit Krüppelwalm, Wetterdächlein am Giebel, traufseitiger Laube und Backofenanbau. Spätes 18. Jahrhundert.
- Taglöhnerhaus: Beim Aufgang zur Kirche, jetzt Mairie. An der rue Principale auch Fachwerkhäuser mit gemauertem Erdgeschoss.
- Rue du Paradis Nr. 1, altertümliches Haus, wohl noch aus dem 16. Jahrhundert; mit typischem dreiteiligem Stubenfenster wie schon  in der Zeit vor dem Dreißigjährigen Krieg gebräuchlich. Im Sundgau selten: ein Kniestockhaus.
- Ehemaliges Vogtshaus: 41 rue Principale. Ein im Sundgau seltener Steinbau mit Eckquadern und mit mehrteiligen spätgotischen Fenstern. Datiert 1588. Häuser in der älteren Ständerbauweise: An der Rue Principale z. B. Nr. 50 und 46. Letzteres mit einem sehr archaischen Fachwerk. Bemerkenswerterweise an der Traufseite die zeittypische (16. Jahrhundert) wandhohe gekrümmte Strebe, in der Giebelwand dagegen nur kurze, geschosshohe Streben. Altertümlich weitabständiges Fachwerk.
- Das Haus Nr. 48 an der Rue Principale aus der Zeit um 1600 hat ein gemauertes Erdgeschoss mit markanten Eckquadern und Fenstern, die noch die gotischen Hohlkehlen in den Gewänden aufweisen. Schmuckmotive im Fachwerk: Andreaskreuze an einer Traufwand, geschweifte Andreaskreuze (Scherenstuhl-Motiv) an der Giebelseite.

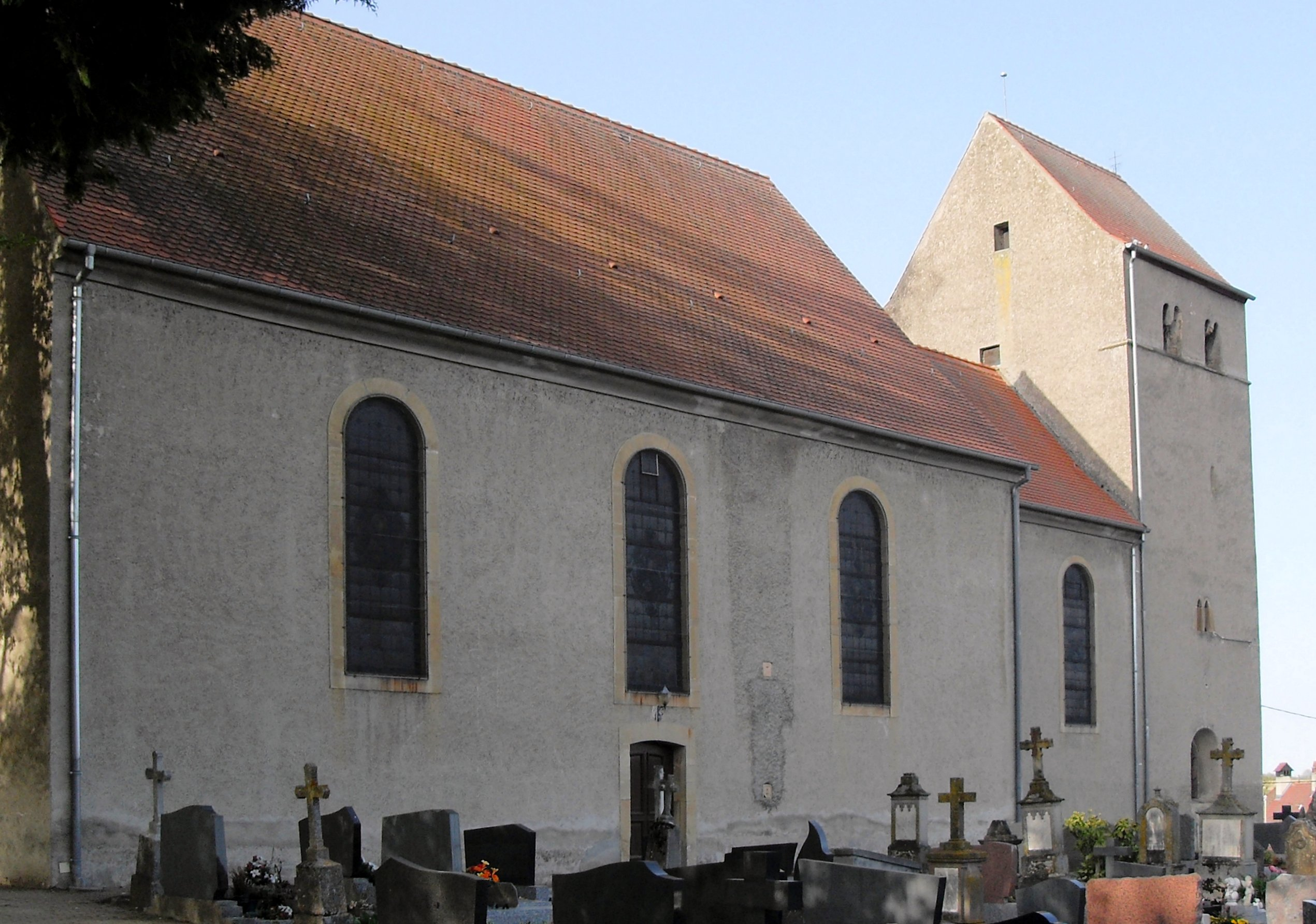
Kirche St. Sebastian

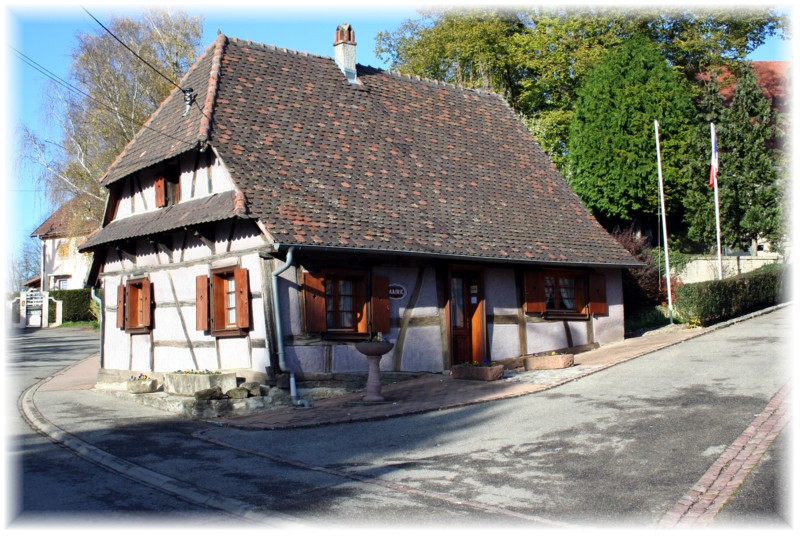
Mairie Obermorschwiller